# Communauté de communes Cœur de Nacre
La communauté de communes Cœur de Nacre  est une communauté de communes française, située dans le département du Calvados, dans la région Normandie.

## Historique
La communauté de communes est créée par un arrêté préfectoral du 29 novembre 2002, avec effet au 1er janvier 2003. Dans le cadre du schéma départemental de coopération intercommunale du Calvados de 2017, le périmètre de la communauté de communes est étendu aux communes de Courseulles-sur-Mer et Reviers à compter du 1er janvier 2017.
La communauté de communes pourrait rejoindre à terme la communauté urbaine Caen la Mer créée à cette même date. Le 26 septembre 2017, le conseil de la communauté de communes Cœur de Nacre émet toutefois un avis défavorable à la mise en œuvre de la fusion avec Caen-la-Mer au 1er janvier 2019. Fin janvier 2019, la question d'une éventuelle fusion avec Caen la Mer, au 1er janvier 2020, est néanmoins reposée, lors des vœux du président Franck Jouy. Mais, après étude du dossier, l'adhésion avec Caen la Mer est reculée.

## Territoire communautaire

### Géographie
Située dans le nord du département du Calvados, la communauté de communes Cœur de Nacre regroupe 12 communes et s'étend sur 60,6 km2.

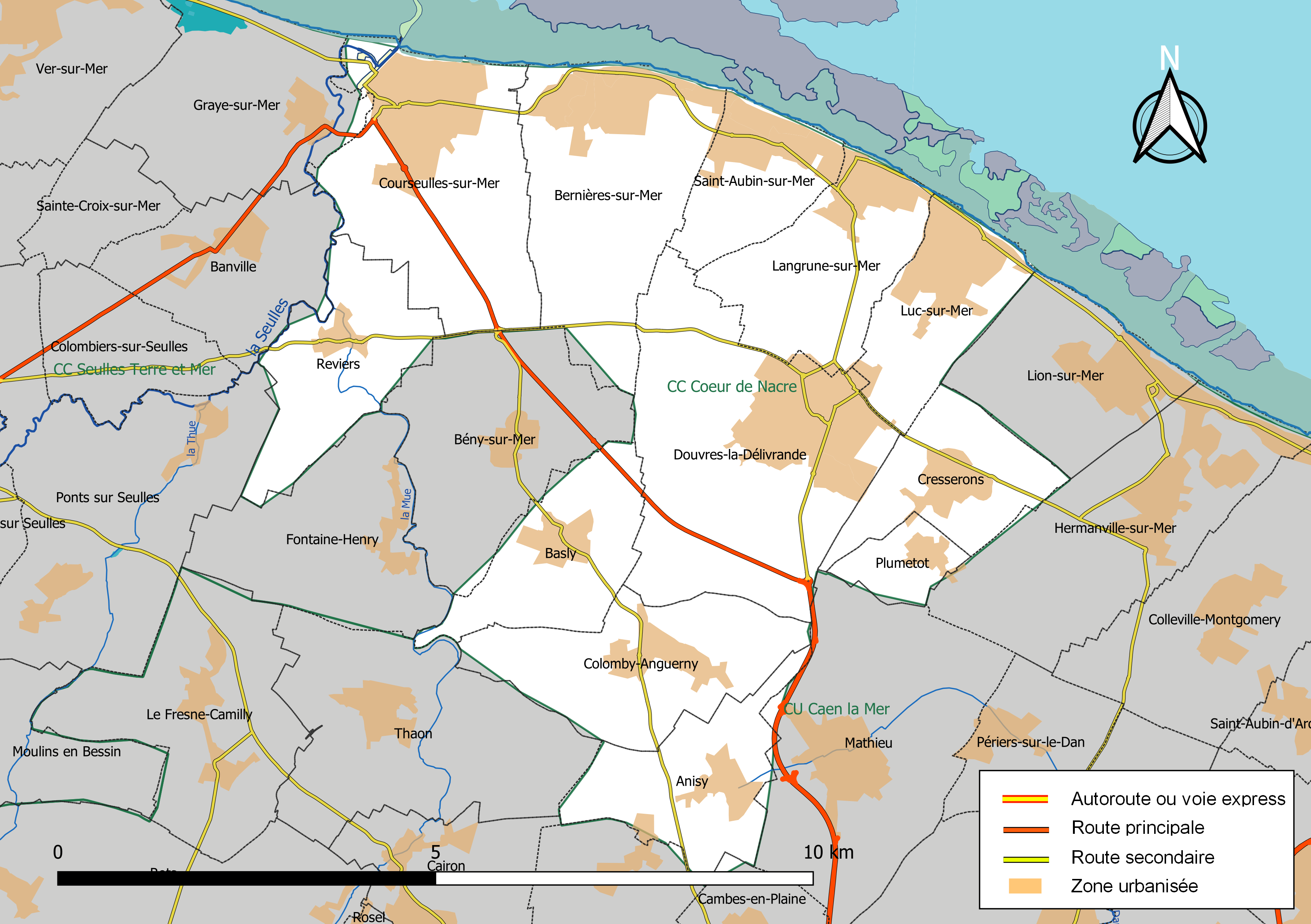
Carte de la communauté de communes Cœur de Nacre au 1er janvier 2019.

### Composition
La communauté de communes est composée des 12 communes suivantes :

| Nom                           | Code Insee | Gentilé        | Superficie (km2) | Population (dernière pop. légale) | Densité (hab./km2) |
| ----------------------------- | ---------- | -------------- | ---------------- | --------------------------------- | ------------------ |
| Douvres-la-Délivrande (siège) | 14228      | Douvrais       | 10,71            | 5 123 (2022)                      | 478                |
| Anisy                         | 14015      | Anisiens       | 4,19             | 796 (2022)                        | 190                |
| Basly                         | 14044      | Basliens       | 3,92             | 1 043 (2022)                      | 266                |
| Bernières-sur-Mer             | 14066      | Bernièrais     | 7,66             | 2 446 (2022)                      | 319                |
| Colomby-Anguerny              | 14014      |                | 5,61             | 1 356 (2022)                      | 242                |
| Courseulles-sur-Mer           | 14191      | Courseullais   | 7,92             | 4 202 (2022)                      | 531                |
| Cresserons                    | 14197      | Cresseronnais  | 3,59             | 1 078 (2022)                      | 300                |
| Langrune-sur-Mer              | 14354      | Langrunais     | 4,74             | 1 893 (2022)                      | 399                |
| Luc-sur-Mer                   | 14384      | Lutins         | 3,64             | 3 295 (2022)                      | 905                |
| Plumetot                      | 14509      | Plumetotais    | 1,23             | 203 (2022)                        | 165                |
| Reviers                       | 14535      | Revitais       | 4,38             | 601 (2022)                        | 137                |
| Saint-Aubin-sur-Mer           | 14562      | Saint-Aubinais | 3,03             | 2 125 (2022)                      | 701                |

### Démographie
| 1968   | 1975   | 1982   | 1990   | 1999   | 2008   | 2013   | 2018   |
| ------ | ------ | ------ | ------ | ------ | ------ | ------ | ------ |
| 10 649 | 12 771 | 15 979 | 18 167 | 21 404 | 23 118 | 23 848 | 23 771 |

## Administration

### Siège
Le siège de la communauté de communes est situé à Douvres-la-Délivrande.

### Les élus
Le conseil communautaire de la communauté de communes se compose de 32 conseillers, représentant chacune des communes membres et élus pour une durée de six ans.
Ils sont répartis comme suit :
| Nombre de conseillers | Communes                               |
| --------------------- | -------------------------------------- |
| 8                     | Douvres-la-Délivrande                  |
| 6                     | Courseulles-sur-Mer                    |
| 4                     | Luc-sur-Mer                            |
| 3                     | Bernières-sur-Mer, Saint-Aubin-sur-Mer |
| 2                     | Langrune-sur-Mer                       |
| 1 (+1 suppléant)      | les autres communes                    |

### Présidence
| Période       | Période    | Identité       | Étiquette    | Qualité                                  |
| ------------- | ---------- | -------------- | ------------ | ---------------------------------------- |
| décembre 2002 | avril 2008 | Laurent Huet   | UDF puis DVD | Maire de Douvres-la-Délivrande           |
| avril 2008    | avril 2014 | Alain Yaouanc  |              | Maire d'Anguerny                         |
| avril 2014    | Juin 2020  | Franck Jouy    | SE           | Conseiller municipal de Langrune-sur-Mer |
| Juin 2020     | en cours   | Thierry Lefort | DVC          | Maire de Douvres-la-Délivrande           |

### Compétences
- Aménagement de l'espace
  - Aménagement rural (à titre obligatoire)
  - Création et réalisation de zone d'aménagement concerté (ZAC) (à titre obligatoire)
  - Schéma de cohérence territoriale (SCOT) (à titre obligatoire)
  - Schéma de secteur (à titre obligatoire)
- Développement et aménagement économique
  - Création, aménagement, entretien et gestion de zones d'activité industrielle, commerciale, tertiaire, artisanale ou touristique (à titre obligatoire)
  - Tourisme (à titre obligatoire)
- Développement et aménagement social et culturel
  - Activités culturelles ou socioculturelles (à titre facultatif)
  - Activités sportives (à titre facultatif)
- Environnement - Collecte et traitement des déchets des ménages et déchets assimilés (à titre optionnel)
- Voirie - Création, aménagement, entretien de la voirie (à titre optionnel)
- Défense contre la mer : entretien des ouvrages de protection du littoral
- Risque d'inondation : Programme PAPI
- Emploi : gestion d'une cellule emploi

### Régime fiscal et budget
Le régime fiscal de la communauté de communes est la fiscalité professionnelle unique (FPU).

## Identité visuelle

Logo jusqu'en décembre 2020
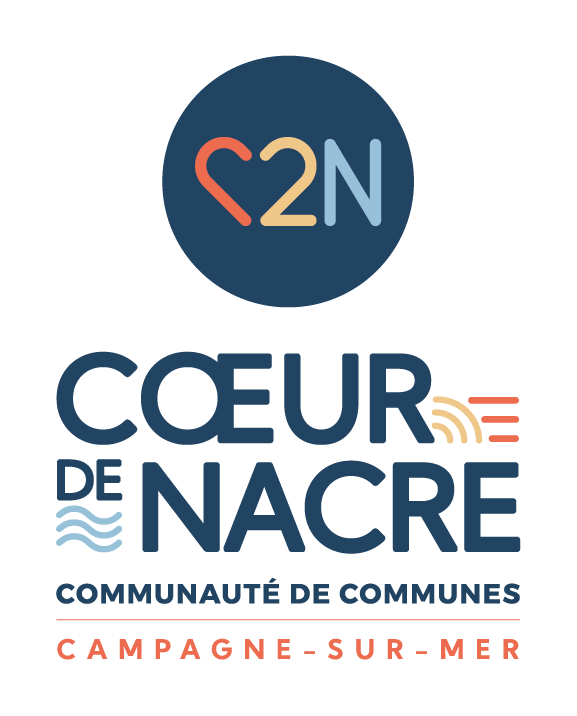
Logo depuis janvier 2021